# Sabordage

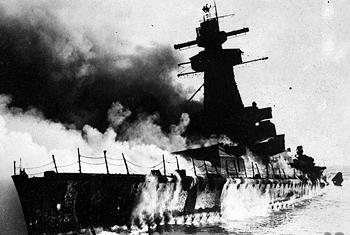
Sabordage de l'Admiral Graf Spee dans l'estuaire du Río de la Plata (1939).

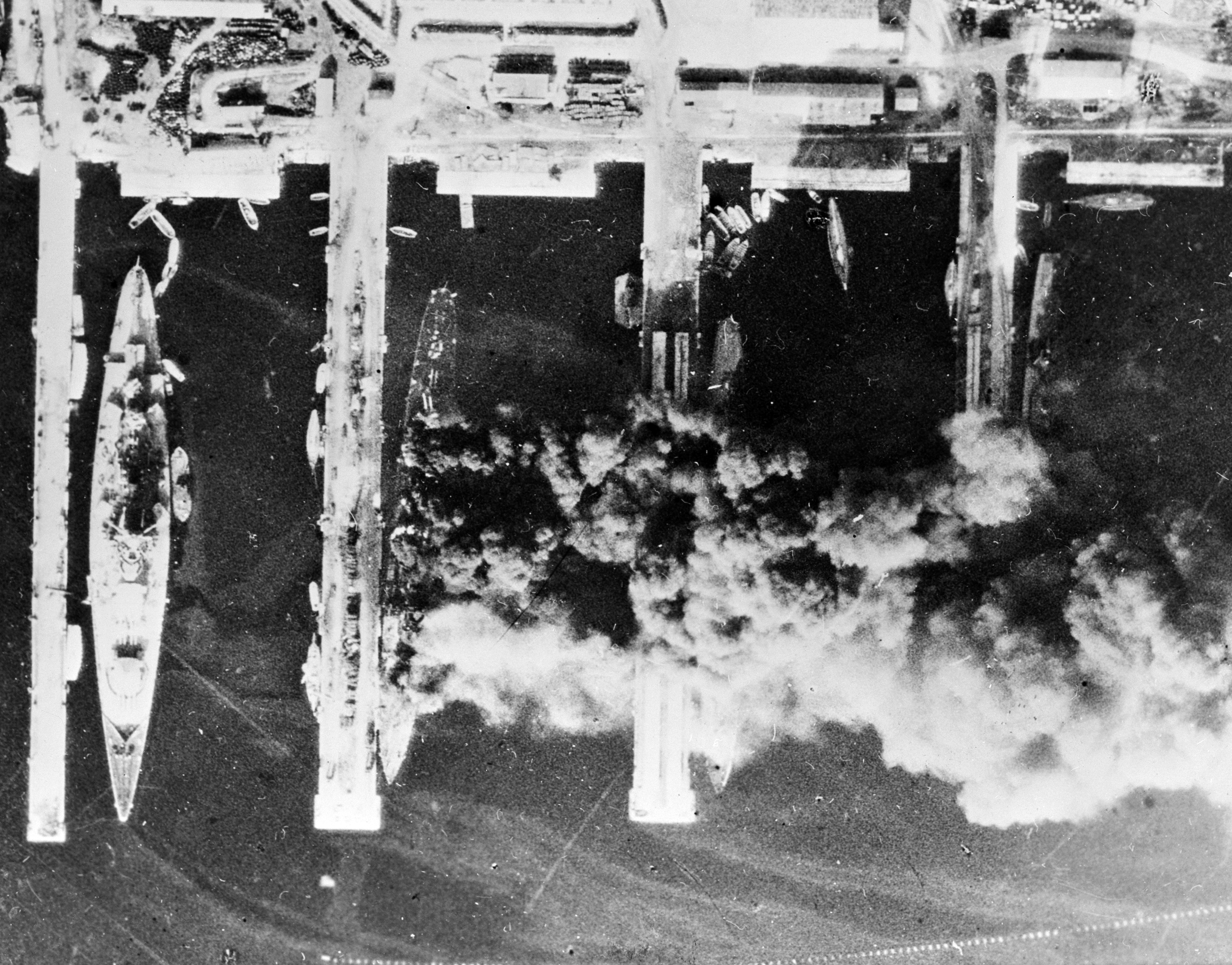
Sabordage de la flotte française à Toulon (1942)

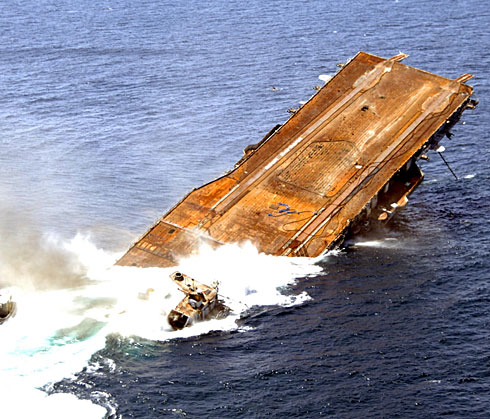
Sabordage de l'USS Oriskany (CV-34) pour en faire un récif artificiel (2006).

Le sabordage (ou sabordement) est un terme de marine désignant le fait de couler volontairement un bateau par l'équipage ou un membre de l'équipage et consiste à créer une ou plusieurs voies d'eau,. Les moyens utilisés peuvent être l'ouverture de vannes ou de sas, ou bien la création d'une ouverture dans la carène en dessous de la ligne de flottaison à l'aide d'outils ou d'explosifs.
Dans la marine de guerre, le sabordage évite qu'un navire passe entre les mains de l'ennemi et permet à l'équipage d'échapper à la capture, il peut aussi servir à se débarrasser d'une prise que l'on ne veut conserver, comme dans le cas de la piraterie.  Le sabordage sert aussi à obstruer un passage, à se débarrasser d'un navire en fin de vie ou à créer un récif artificiel.

## Sabordages notables

### Conquista
En 1519, le conquistador espagnol Hernán Cortés, dans sa campagne contre l'Empire aztèque, ordonna à ses hommes de saborder leurs navires afin d'éliminer toute velléité de désertion ou de retraite car certains avaient essayé de s'enfuir à Cuba sur les ordres du gouverneur de l'île Diego Velázquez de Cuéllar. Son compagnon et chroniqueur Bernal Díaz del Castillo écrit ainsi : « nous ne pouvions attendre d'aide ou de secours que de Dieu car nous n'avions désormais plus de vaisseaux pour faire marche arrière ». En outre, le signal envoyé à Moctezuma II était que les envahisseurs ne se retireraient pas en cas de revers et qu'une bataille sanglante risquait d'être livrée ; le roi aztèque laisse donc les conquistadores entrer dans la capitale Tenochtitlán sans livrer combat.

### Première Guerre mondiale
Le 8 mars 1915, le croiseur allemand Dresden est recherché à la suite de la bataille des Falklands par la Royal Navy. En rade à l'île de Mas a Tierra, il est découvert par les navires britanniques HMS Glasgow et HMS Kent de la classe Monmouth et se saborde après un échange de tirs symbolique et la fuite de son équipage.
Le 23 avril 1918, la marine de guerre britannique lance une attaque contre le port de Zeebrugge qui sert de base de sous-marins à la marine allemande. Trois vieux navires de guerre lestés de béton, dont le plus important est le vieux croiseur HMS Vindictive (en) sont sabordés dans le chenal pour le bloquer.
Après la fin de la Première Guerre mondiale, onze cuirassés, cinq croiseurs de bataille, huit croiseurs et cinq flottilles de destroyers  de la Marine Impériale allemande qui ont été internés à la base navale britannique de Scapa Flow dans les îles Orcades, après l'armistice du 11 novembre 1918, sont sabordés le 19 juin 1919, quelques jours avant la signature du traité de Versailles qui prévoit la destruction ou le retrait du service d'une partie importante de la Flotte allemande.

### Seconde Guerre mondiale

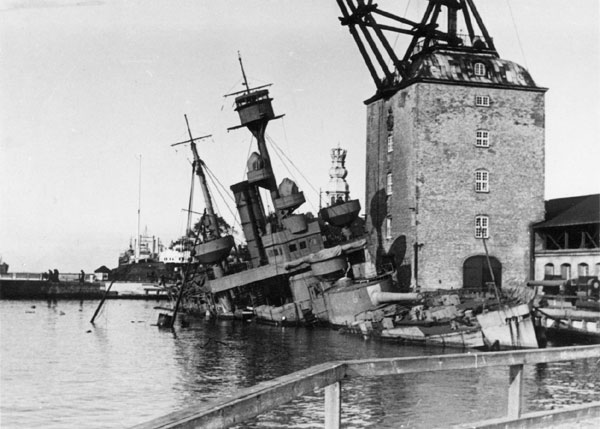
Croiseur Peder Skram de la marine danoise sabordé le 29 août 1943.

Le 13 décembre 1939, le cuirassé allemand Admiral Graf Spee, après trois mois de campagne contre les navires marchands britanniques dans l'Atlantique, subit des dommages lors de la bataille du Rio de la Plataet rejoint le port de Montevideo.
Persuadé de ne pas pouvoir forcer un blocus britannique pour rejoindre l'Allemagne, son commandant Hans Langsdorff saborde le navire dans l'estuaire du Río de la Plata entre l'Argentine et l'Uruguay. L'équipage, sauf, rejoint Buenos Aires ;  le commandant se suicide peu après.
La veille de l'entrée des troupes allemandes à Brest, le 18 juin 1940, les navires français ne pouvant pas appareiller se sabordent dans le port de Brest.
Le 27 mai 1941, le cuirassé Bismarck de la Kriegsmarine, traqué pendant trois jours par de nombreux navires et avions de la Royal Navy, gouvernail bloqué par les bombardiers-torpilleurs de la Force H, pilonné par deux cuirassés de la Home Fleet, coule après avoir reçu trois torpilles de croiseur : c'est la thèse officielle. Une autre thèse évoque un sabordage, alors que le cuirassé flotte toujours et n'a pas reçu de coups décisifs en dessous du pont blindé principal, pour éviter de le voir tomber aux mains des Alliés. Seuls 115 des 2 206 marins sont récupérés et sauvés, principalement par les navires britanniques. 
Le 28 mars 1942, le destroyer britannique Campbeltown est lancé par son équipage contre la porte de la grande cale sèche de Saint-Nazaire, alors aux mains des Allemands. Quelques heures plus tard, les explosifs placés à bord rendent inutilisable jusqu'à la fin de la guerre le seul bassin de radoub pouvant accueillir les bâtiments de ligne allemands sur la façade atlantique. L'opération Chariot a atteint son but.
Le 27 novembre 1942, à la suite de l'invasion de la zone libre par l'Allemagne nazie, les navires de la flotte française ancrés dans le port de Toulon, et qui ne se sont pas préparés à appareiller, se sabordent  lorsque les Allemands envahissent l'arsenal. Cinq sous-marins, dont le moteur diesel permet un appareillage rapide, s'échappent, et trois d'entre eux rejoignent l'Afrique du Nord, le  Casabianca du commandant L'Herminier, le Marsouin qui s'était échappé d'Afrique du Nord, au moment du débarquement allié (Opération Torch), trois semaines auparavant et le Glorieux.
Le 29 août 1943, en réponse à l'opération Safari, un coup de force allemand, sur les cinquante-deux navires de la marine royale danoise, trente-deux furent coulés par leur équipage, quatre s'échappèrent en Suède, pays neutre, deux au Groenland, sous contrôle américain, et quatorze furent capturés intacts par les Allemands. La majorité des navires coulés furent renfloués et quinze d'entre eux furent utilisés sous une forme ou une autre par la marine allemande.
Le 30 avril 1945, dans le but de préserver l'honneur de la Kriegsmarine à la fin de la Seconde Guerre mondiale, l'amiral Karl Dönitz ordonne que l'ensemble de la flotte soit sabordée, seuls les navires qui seraient nécessaires pour la pêche, les transports et les opérations de déminage après la guerre devant rester intacts. 232 U-Boote (219 selon d'autres sources) ont été sabordés dans la partie occidentale de la Baltique, 16, en cours de construction, n'étaient pas officiellement commandés par la Kriegmarine, 5 n'avaient pas encore été mis à l'eau et 1 a été sabordé le 6 juin 1945 au Portugal.

### Sabordages récents
Si le sabordage d'un navire en fin de vie est aujourd'hui rarement employé au profit d'une vente pour démantèlement, le porte-avions américain USS Oriskany (CV-34) est coulé le 17 mai 2006 dans le cadre d'un projet pilote destiné à créer des récifs artificiels. L'ex-porte-avions São Paulo est sabordé le 3 février 2023 par la marine brésilienne à 350 km des cotes brésiliennes et 5 000 m de profondeur. Acheté par un chantier de navigation turc, le gouvernement de ce pays a refusé sa venue officiellement à la suite de problèmes de pollution. Plusieurs navires militaires servant de cibles lors d'exercices de tir sont sabordés s'ils ne coulent pas à la suite de ces tirs au cours des décennies.
Le 6 avril 2015, au large de Sao Tome, l'équipage du navire braconnier Thunder a sabordé son navire afin de dissimuler les preuves de délits possibles (le navire était sur une notice mauve d'interpol). Les navires de Sea Shepherd traquaient le navire braconnier depuis 110 jours, soit la plus longue poursuite de l'histoire maritime.

## Culture populaire
Le terme est utilisé au sens figuré pour une cessation volontaire d'activité : sabordage d'une entreprise, sabordage de la Troisième République française lors du vote des pleins pouvoirs à Philippe Pétain. Un comportement autodestructeur peut aussi être désigné par ce qualificatif, comme dans le film d'Alain Périsson Le Grand Sabordage.